# Dia Internacional das Pessoas Não Binárias
O Dia Internacional das Pessoas Não-Binárias é observado todos os anos em 14 de julho e tem como objetivo conscientizar e organizar as questões enfrentadas por indivíduos não binários em todo o mundo. O dia foi comemorado pela primeira vez em 2012 por Katje van Loon. A data foi escolhida por ser precisamente entre o Dia Internacional do Homem e o Dia Internacional das Mulheres.
A maioria dos países do mundo não reconhece não-binário como um gênero legal, o que significa que a maioria das pessoas não-binárias ainda possui um gênero binarizado em passaporte e identificação oficial. Austrália, Bangladesh, Canadá, Dinamarca, Alemanha, Índia, Holanda, Brasil e Nova Zelândia incluem opções de gênero não binárias nos passaportes, e alguns dos EUA permitem que os residentes marquem seu gênero como 'X' em sua carteira de motorista.
Semana da Consciência Não Binária é a semana em torno do Dia Internacional da Pessoa Não Binária, começando na segunda-feira ou no domingo e terminando no domingo ou sábado, tendo iniciativa oficial e mundial a partir de 2020. A Semana Nacional de Orgulho e Visibilidade Não Binárie, também iniciada em 2020, começa no Dia da Pessoa Não-Binária, terminando posteriormente. Durante essas semanas rodeando a conscientização da não-binaridade, no Brasil, houve milhares de engajamentos para com o reconhecimento do gênero neutro nos documentos, por meio de consulta pública do Senado Federal.